# Eldorado at Santa Fe
Eldorado at Santa Fe – jednostka osadnicza w Stanach Zjednoczonych, w stanie Nowy Meksyk, w hrabstwie Santa Fe.